# TNA Digital Media Championship
O TNA Digital Media Championship (em português: Campeonato de Mídia Digital da TNA) foi um campeonato de luta livre profissional criado e promovido pela promoção Total Nonstop Action Wrestling (TNA). Foi um campeonato intergênero, disponível tanto para lutadores masculinos quanto femininos. A primeira campeã foi Jordynne Grace e a última foi Steph De Lander.
O campeonato foi aposentado em 29 de março de 2025, durante as gravações do TNA Impact!, após o diretor de autoridade, Santino Marella, despojar Steph De Lander do título, aposentando-o e substituindo-o pelo Campeonato Internacional da TNA.

## História

### Torneio do Campeonato de Mídia Digital (2021)
No episódio de 30 de setembro do Impact!, o Campeonato de Mídia Digital do Impact foi apresentado e foi anunciado que um torneio intergênero seria realizado com o campeão inaugural sendo coroado na final no Bound for Glory. As partidas da primeira rodada foram ao ar às terças e quartas-feiras no Impact Plus e no YouTube para membros do Impact Ultimate Insider, antes de serem distribuídas ao público em todas as plataformas de mídia social 24 horas depois.
Primeiro round
- John Skyler derrotou Zicky Dice – 5 de Outubro de 2021
- Crazzy Steve derrotou Hernandez – 6 de Outubro de 2021
- Fallah Bahh derrotou Sam Beale – 12 de Outubro de 2021
- Jordynne Grace derrotou Johnny Swinger – 13 de Outubro de 2021
- Chelsea Green derrotou Madison Rayne – 19 de Outubro de 2021
- Tenille Dashwood derrotou Alisha Edwards – 20 de Outubro de 2021

Final
- Jordynne Grace derrotou Chelsea Green, Crazzy Steve, Fallah Bahh, John Skyler, e Madison Rayne* – October 23, 2021

*Madison Rayne substituiu Tenille Dashwood, que foi retirada do combate.

## Histórico do título
Houve doze reinados entre doze campeões. Jordynne Grace foi a campeã inaugural. Grace também é a campeã mais jovem aos 25 anos, enquanto PCO é o mais velho, conquistando o título aos 56. O reinado de Joe Hendry é o mais longo, com 266 dias, enquanto o reinado de Laredo Kid é o mais curto, com 29 dias. Steph De Lander foi a última campeã.

### Nomes
| Nome                              | Anos                                         |
| --------------------------------- | -------------------------------------------- |
| Impact Digital Media Championship | 30 de setembro de 2021–14 de janeiro de 2024 |
| TNA Digital Media Championship    | 14 de janeiro de 2024 – 29 de março de 2025  |

| No.     | Número geral do reinado                     |
| Reinado | Número de reinado para o campeão específico |
| Dias    | Número de dias retidos                      |
| +       | O reinado atual está mudando diariamente    |

| Nº                                   | Campeão(ã)      | Mudança de Campeão(ã) | Mudança de Campeão(ã)               | Mudança de Campeão(ã) | Estatísticas do reinado | Estatísticas do reinado | Notas | Ref.          |
| Nº                                   | Campeão(ã)      | Data                  | Evento                              | Local                 | Reinado                 | Dias                    | Notas | Ref.          |
| ------------------------------------ | --------------- | --------------------- | ----------------------------------- | --------------------- | ----------------------- | ----------------------- | --- | ------------- |
| Impact Wrestling                     |                 |                       |                                     |                       |                         |                         | |               |
| 1                                    | Jordynne Grace  | 23 de outubro de 2021 | Bound for Glory                     | Sunrise Manor, NV     | 1                       | 90                      | Derrotou Chelsea Green, Crazzy Steve, Fallah Bahh, John Skyler e Madison Rayne em um combate six-way intergênero final de um torneio para se tornar a campeã inaugural. | [ 6 ]         |
| 2                                    | Matt Cardona    | 21 de janeiro de 2022 | Impact!                             | Pembroke Pines, FL    | 1                       | 127                     | O episódio foi transmitido com atraso na gravação em 3 de fevereiro de 2022. | [ 7 ]         |
| 3                                    | Rich Swann      | 28 de maio de 2022    | Wrestling Revolver's Vegas Vacation | Las Vegas, NV         | 1                       | 34                      | Este foi um evento promovido pela The Wrestling Revolver. | [ 8 ]         |
| 4                                    | Brian Myers     | 1 de julho de 2022    | Bound for Glory Pré-show            | Atlanta, GA           | 1                       | 113                     | Esta foi uma luta Dot Combat. | [ 9 ]         |
| 5                                    | Joe Hendry      | 22 de outubro de 2022 | Impact!                             | Sunrise Manor, NV     | 1                       | 266                     | O episódio foi transmitido com atraso de gravação em 10 de novembro de 2022. | [ 10 ]        |
| 6                                    | Kenny King      | 15 de julho de 2023   | Slammiversary Pré-show              | Windsor, ON           | 1                       | 55                      | | [ 11 ]        |
| 7                                    | Tommy Dreamer   | 8 de setembro de 2023 | Victory Road                        | White Plains, NY      | 1                       | 127                     | Este foi um combate "Título vs. Carreira". Também, durante este reinado, o nome da empresa foi revertido para Total Nonstop Action Wrestling (TNA). | [ 12 ]        |
| Total Nonstop Action Wrestling (TNA) |                 |                       |                                     |                       |                         |                         | |               |
| 8                                    | Crazzy Steve    | 13 de janeiro de 2024 | Hard To Kill                        | Paradise, NV          | 1                       | 98                      | Esta foi uma luta sem desqualificações. | [ 13 ]        |
| 9                                    | Laredo Kid      | 20 de abril de 2024   | Rebellion Pré-show                  | Paradise, NV          | 1                       | 29                      | | [ 14 ]        |
| 10                                   | A. J. Francis   | 19 de maio de 2024    | Impact! 20th Anniversary Show       | Newport, KY           | 1                       | 62                      | O episódio foi transmitido com atraso de gravação em 6 de junho de 2024. | [ 15 ]        |
| 11                                   | PCO             | 20 de julho de 2024   | Slammiversary                       | Montreal, QC          | 1                       | 187                     | Esta foi uma luta Montreal Street Fight. Também foi válida pelo Campeonato Canadense Internacional de Pesos Pesados de Francis. | [ 16 ]        |
| 12                                   | Steph De Lander | 23 de janeiro de 2025 | Impact!                             | San Antonio, TX       | 1                       | 65                      | Na história, De Lander foi premiada com o campeonato após um acordo de divórcio com PCO, que havia sido seu "marido" na storyline; na vida real, o contrato de PCO com a TNA expirou, e em 19 de janeiro, PCO fez uma aparição em um evento da Game Changer Wrestling (GCW), onde expressou legitimamente suas queixas com a administração da TNA, antes de tentar destruir o cinturão do campeonato com um martelo. | [ 17 ] [ 18 ] |
| —                                    | Desativado      | 29 de abril de 2025   | Impact!                             | St. Joseph, MO        | —                       | —                       | O diretor de autoridade, Santino Marella, retirou o título de Steph De Lander e o substituiu pelo Campeonato Internacional da TNA. | [ 19 ]        |